# Brendan Hamill
Brendan Hamill (Sydney, 18 settembre 1992) è un calciatore australiano, difensore del Melbourne Victory.

## Caratteristiche tecniche
È un difensore centrale.

## Carriera

### Club
Ha esordito nel 2010 con il Melbourne Heart.

### Nazionale
Nel 2011 viene convocato nell'Under-20 per prendere parte al campionato mondiale di calcio Under-20.

## Palmarès

### Club

#### Competizioni nazionali
- Indian Super League: 1

ATK Mohun Bagan: 2022-2023
- Durand Cup: 1

Mohun Bagan SG: 2023
- ISL Shield: 1

Mohun Bagan SG: 2023-2024

#### Competizioni internazionali
- AFC Champions League: 1

Western Sydney Wanderers: 2014